# Loud Kids Tour Gets Louder
Il Loud Kids Tour Gets Louder è il secondo tour musicale del gruppo musicale italiano Måneskin, a supporto del loro secondo e terzo album in studio Teatro d'ira - Vol. I (2021) e Rush! (2023).

## Scaletta

### 2023

#### Concerti italiani
1. Don't Wanna Sleep
2. Gossip
3. Zitti e buoni
4. Chosen
5. Own My Mind
6. Supermodel
7. Le parole lontane
8. Iron Sky (cover Paolo Nutini)
9. Baby Said
10. Bla Bla Bla
11. Beggin'
12. In nome del padre
13. For Your Love
14. Coraline
15. Gasoline
16. Timezone
17. I Wanna Be Your Slave
18. Torna a casa (acustica)
19. Vent'anni (acustica)
20. La fine
21. Mark Chapman
22. Mammamia
23. Kool Kids

Encore
1. The Loneliest
2. I Wanna Be Your Slave (reprise)

#### Concerti europei
1. Don't Wanna Sleep
2. Gossip
3. Zitti e buoni
4. Own My Mind
5. Supermodel
6. Coraline
7. Baby Said
8. Bla Bla Bla
9. In nome del padre
10. Beggin'
11. Timezone
12. For Your Love
13. Gasoline
14. Vent'anni (acustica)
15. If Not for You (acustica)
16. I Wanna Be Your Slave
17. La fine
18. Feel
19. Mark Chapman
20. Mammamia
21. Kool Kids

Encore
1. The Loneliest
2. I Wanna Be Your Slave (reprise)

## Date del tour
| Data              | Città              | Stato           | Luogo                             | Presenze     |
| Nord America      | Nord America       | Nord America    | Nord America                      | Nord America |
| ----------------- | ------------------ | --------------- | --------------------------------- | ------------ |
| 17 aprile 2022    | Indio              | Stati Uniti     | Coachella Valley                  |              |
| 20 aprile 2022    | Pomona             | Stati Uniti     | Fox Theater                       |              |
| 24 aprile 2022    | Indio              | Stati Uniti     | Coachella Valley                  |              |
| Europa            |                    |                 |                                   |              |
| 28 aprile 2022    | Verona             | Italia          | Arena di Verona                   | 12.000       |
| 3 giugno 2022     | Nürburg            | Germania        | Nürburgring                       |              |
| 4 giugno 2022     | Norimberga         | Germania        | Zeppelinfeld                      |              |
| 7 giugno 2022     | Vilnius            | Lituania        | Vingis Park                       |              |
| 10 giugno 2022    | Nickelsdorf        | Austria         | Pannonia Fields                   |              |
| 18 giugno 2022    | Landgraaf          | Paesi Bassi     | Megaland                          |              |
| 23 giugno 2022    | Lignano Sabbiadoro | Italia          | Stadio Guido Teghil               | 27.497       |
| 24 giugno 2022    | Oslo               | Norvegia        | Ekebergsletta                     |              |
| 29 giugno 2022    | Gdynia             | Polonia         | Aeroporto di Gdynia-Kosakowo      |              |
| 1º luglio 2022    | Stoccolma          | Svezia          | Gärdet                            |              |
| 2 luglio 2022     | Werchter           | Belgio          | Festivalpark                      |              |
| 9 luglio 2022     | Roma               | Italia          | Circo Massimo                     | 70.141       |
| 12 luglio 2022    | Montreux           | Svizzera        | Auditorium Stravinski             |              |
| 14 luglio 2022    | Tønsberg           | Norvegia        | Kaldness lekeplass                |              |
| 17 luglio 2022    | Parigi             | Francia         | Longchamp                         |              |
| 23 luglio 2022    | Istanbul           | Turchia         | Küçükçiftlik Park                 |              |
| Nord America      |                    |                 |                                   |              |
| 28 luglio 2022    | New York City      | Stati Uniti     | House of X PUBLIC Hotel           |              |
| 29 luglio 2022    | Chicago            | Stati Uniti     | Reggies' Rock Club                |              |
| 31 luglio 2022    | Chicago            | Stati Uniti     | Grant Park                        |              |
| Asia              |                    |                 |                                   |              |
| 18 agosto 2022    | Tokyo              | Giappone        | Toyosu Pit                        |              |
| 20 agosto 2022    | Chiba              | Giappone        | ZOZO Marine Stadium               |              |
| 21 agosto 2022    | Ōsaka              | Giappone        | Maishima                          |              |
| Europa            |                    |                 |                                   |              |
| 3 settembre 2022  | Madrid             | Spagna          | IFEMA                             |              |
| Sud America       |                    |                 |                                   |              |
| 8 settembre 2022  | Rio de Janeiro     | Brasile         | Parque Olímpico                   |              |
| 9 settembre 2022  | San Paolo          | Brasile         | Espaço das Américas               |              |
| 11 settembre 2022 | Buenos Aires       | Argentina       | Ippodromo Argentino di Palermo    |              |
| 14 settembre 2022 | Santiago del Cile  | Cile            | Movistar Arena                    |              |
| Nord America      |                    |                 |                                   |              |
| 24 settembre 2022 | New York City      | Stati Uniti     | Great Lawn in Central Park        |              |
| Europa            |                    |                 |                                   |              |
| 6 ottobre 2022    | Londra             | Regno Unito     | The Underworld                    |              |
| Nord America      |                    |                 |                                   |              |
| 26 ottobre 2022   | Città del Messico  | Messico         | Pepsi Center                      |              |
| 31 ottobre 2022   | Seattle            | Stati Uniti     | Paramount Theatre                 |              |
| 3 novembre 2022   | San Francisco      | Stati Uniti     | SF Masonic Auditorium             |              |
| 4 novembre 2022   | San Francisco      | Stati Uniti     | SF Masonic Auditorium             |              |
| 7 novembre 2022   | Los Angeles        | Stati Uniti     | Hollywood Palladium               |              |
| 8 novembre 2022   | San Diego          | Stati Uniti     | SOMA Mainstage                    |              |
| 10 novembre 2022  | Phoenix            | Stati Uniti     | Arizona Financial Theatre         |              |
| 12 novembre 2022  | Salt Lake City     | Stati Uniti     | The Complex                       |              |
| 14 novembre 2022  | Denver             | Stati Uniti     | Fillmore Auditorium               |              |
| 17 novembre 2022  | Chicago            | Stati Uniti     | Byline Bank Aragon Ballroom       |              |
| 18 novembre 2022  | Detroit            | Stati Uniti     | The Fillmore Detroit              |              |
| 21 novembre 2022  | Toronto            | Canada          | History                           |              |
| 22 novembre 2022  | Toronto            | Canada          | History                           |              |
| 24 novembre 2022  | Montréal           | Canada          | MTelus                            |              |
| 26 novembre 2022  | Boston             | Stati Uniti     | MGM Music Hall at Fenway          |              |
| 28 novembre 2022  | Filadelfia         | Stati Uniti     | The Fillmore Philadelphia         |              |
| 29 novembre 2022  | Filadelfia         | Stati Uniti     | The Fillmore Philadelphia         |              |
| 2 dicembre 2022   | New York           | Stati Uniti     | Hammerstein Ballroom              |              |
| 3 dicembre 2022   | New York           | Stati Uniti     | Hammerstein Ballroom              |              |
| 5 dicembre 2022   | Washington         | Stati Uniti     | The Anthem                        |              |
| 7 dicembre 2022   | Atlanta            | Stati Uniti     | The Tabernacle                    |              |
| 9 dicembre 2022   | Miami              | Stati Uniti     | Hard Rock Live                    |              |
| 10 dicembre 2022  | Inglewood          | Stati Uniti     | Kia Forum                         |              |
| 12 dicembre 2022  | Houston            | Stati Uniti     | 713 Music Hall                    |              |
| 13 dicembre 2022  | Dallas             | Stati Uniti     | Southside Ballroom                |              |
| 16 dicembre 2022  | Las Vegas          | Stati Uniti     | The Joint                         |              |
| Europa            |                    |                 |                                   |              |
| 23 febbraio 2023  | Pesaro             | Italia          | Adriatic Arena                    |              |
| 25 febbraio 2023  | Torino             | Italia          | PalaAlpitour                      | 13.000       |
| 27 febbraio 2023  | Amsterdam          | Paesi Bassi     | Ziggo Dome                        |              |
| 2 marzo 2023      | Bruxelles          | Belgio          | Forest National                   |              |
| 3 marzo 2023      | Bruxelles          | Belgio          | Forest National                   |              |
| 6 marzo 2023      | Berlino            | Germania        | Mercedes-Benz Arena               |              |
| 10 marzo 2023     | Colonia            | Germania        | Lanxess Arena                     |              |
| 13 marzo 2023     | Parigi             | Francia         | Accor Arena                       |              |
| 16 marzo 2023     | Bologna            | Italia          | Unipol Arena                      |              |
| 17 marzo 2023     | Bologna            | Italia          | Unipol Arena                      |              |
| 20 marzo 2023     | Firenze            | Italia          | Nelson Mandela Forum              |              |
| 21 marzo 2023     | Firenze            | Italia          | Nelson Mandela Forum              |              |
| 24 marzo 2023     | Roma               | Italia          | PalaLottomatica                   |              |
| 25 marzo 2023     | Roma               | Italia          | PalaLottomatica                   |              |
| 28 marzo 2023     | Napoli             | Italia          | Palapartenope                     |              |
| 29 marzo 2023     | Napoli             | Italia          | Palapartenope                     |              |
| 31 marzo 2023     | Bari               | Italia          | Palaflorio                        | 5.705        |
| 3 aprile 2023     | Milano             | Italia          | Mediolanum Forum                  |              |
| 4 aprile 2023     | Milano             | Italia          | Mediolanum Forum                  |              |
| 6 aprile 2023     | Milano             | Italia          | Mediolanum Forum                  |              |
| 11 aprile 2023    | Barcellona         | Spagna          | Palau Sant Jordi                  |              |
| 26 aprile 2023    | Zurigo             | Svizzera        | Hallenstadion                     |              |
| 28 aprile 2023    | Vienna             | Austria         | Wiener Stadthalle                 |              |
| 30 aprile 2023    | Esch-sur-Alzette   | Lussemburgo     | Rockhal                           |              |
| 2 maggio 2023     | Copenaghen         | Danimarca       | Royal Arena                       |              |
| 5 maggio 2023     | Milano             | Italia          | Mediolanum Forum                  | 11.742       |
| 8 maggio 2023     | Londra             | Regno Unito     | The O2 Arena                      |              |
| 12 maggio 2023    | Varsavia           | Polonia         | Hala Torwar                       |              |
| 14 maggio 2023    | Praga              | Repubblica Ceca | O2 Arena                          |              |
| 16 maggio 2023    | Budapest           | Ungheria        | László Papp Budapest Sports Arena |              |
| 18 maggio 2023    | Riga               | Lettonia        | Mežaparka Lielā estrāde           |              |
| 19 maggio 2023    | Tallinn            | Estonia         | Saku Suurhall                     |              |
| 3 giugno 2023     | Barcellona         | Spagna          | Parc del Fòrum                    |              |
| 10 giugno 2023    | Madrid             | Spagna          | Arganda del Rey                   |              |
| 24 giugno 2023    | Glastonbury        | Regno Unito     | Worthy Farm                       |              |
| 16 luglio 2023    | Trieste            | Italia          | Stadio Nereo Rocco                |              |
| 20 luglio 2023    | Roma               | Italia          | Stadio Olimpico                   | 54.143       |
| 21 luglio 2023    | Roma               | Italia          | Stadio Olimpico                   | 54.143       |
| 24 luglio 2023    | Milano             | Italia          | Stadio San Siro                   | 61.121       |
| 25 luglio 2023    | Milano             | Italia          | Stadio San Siro                   | 61.121       |

### Cancellazioni
| Data           | Città           | Stato   | Luogo                             | Causa                          |
| Europa         | Europa          | Europa  | Europa                            | Europa                         |
| -------------- | --------------- | ------- | --------------------------------- | ------------------------------ |
| 7 marzo 2022   | Kiev            | Ucraina | Stereoplaza                       | Invasione russa dell'Ucraina   |
| 9 marzo 2022   | Mosca           | Russia  | Adrenaline Live                   | Invasione russa dell'Ucraina   |
| 11 marzo 2022  | San Pietroburgo | Russia  | KSK Tinkoff Arena                 | Invasione russa dell'Ucraina   |
| 21 luglio 2022 | Valencia        | Spagna  | Ciutat de les Arts i les Ciències | Cancellato dagli organizzatori |

## Formazione
- Damiano David – voce
- Thomas Raggi – chitarra elettrica, chitarra acustica
- Victoria De Angelis – basso
- Ethan Torchio – batteria, percussioni